# Apajasaari (ö i Mellersta Finland)
Apajasaari är en liten ö i Finland. Den ligger i sjön Keurusselkä och i kommunen Keuru i den ekonomiska regionen  Keuru  och landskapet Mellersta Finland, i den södra delen av landet, 220 km norr om huvudstaden Helsingfors. Öns area är 10,2 hektar och dess största längd är 0,6 kilometer i nord-sydlig riktning.